# Bewegingsstoornis
Bewegingsstoornissen zijn klinische syndromen met ofwel een overvloed ofwel een gebrek aan vrijwillige dan wel willekeurige bewegingen en die niet zijn gerelateerd aan zwakte of spasticiteit. Bewegingsstoornissen worden ook wel extrapiramidale stoornissen genoemd. Bewegingsstoornissen worden doorgaans onderverdeeld in twee categorieën: hyperkinetisch en hypokinetisch.
- Hyperkinetische bewegingsstoornissen zijn stoornissen waarbij dyskinesie voorkomt. Dit kan zich uiten in de vorm van herhaaldelijke, onwillekeurige bewegingen.
- Hypokinetische bewegingsstoornissen kunnen zich uiten in de vorm van akinesie (een gebrek aan beweging), hypokinesie (een verminderde bewegingsgrootte), bradykinesie (vertraagde beweging), of rigiditeit.

## Classificatie
Hieronder staan voorbeelden van bewegingsstoornissen:

### Hypokinetische bewegingsstoornissen
- Ziekte van Parkinson
- Parkinson-plus-syndromen
- Ziekte van Hallevorden-Spatz
- Progressieve supranucleaire parese
- Multisysteematrofie (striatonigrale degeneratie)

### Hyperkinetische bewegingsstoornissen
- Dystonie
- Medicijn-geïnduceerde dystonie
- Torticollis spasmodica
- Brueghelsyndroom
- Blefarospasme
- Essentiële tremor
- Myoclonus
- Opsoclonus
- Chorea
- Chorea van Sydenham
- Chorea/Ziekte van Huntington
- (Hemi)ballisme
- Athetose
- Dyskinesie
- Tardieve dyskinesie
- Ticstoornis
- Syndroom van Gilles de la Tourette
- Stereotiepe-bewegingsstoornis
- Rustelozebenensyndroom
- Stiff-man-syndroom
- Abnormale hoofdbewegingen
- Kramp en spasme
- Fasciculatie
- Cerebrale parese